# Tokyo 24th Ward
Tokyo 24th Ward (東京24区, Tokyo 24-ku) est une série télévisée d'animation japonaise produite par CloverWorks, réalisée par Naokatsu Tsuda et écrite par Vio Shimokura. Elle est diffusée depuis le 6 janvier 2022 sur les plateformes Wakanim et Crunchyroll.

## Synopsis
Sur une île artificielle de la baie de Tokyo du nom de Kyokutō Hōreigai Tokubetsu Chiku, des amis d'enfance Ran, Koki et Shuta traînaient ensemble dans un quartier communément appelé « District 24 ». Leur vie a changé lorsque leur école a pris feu, un incendie qui a emporter tragiquement la sœur de Koki, Asumi. Ils se sont disputés sur la meilleure façon de la sauver, et au lieu de collaborer, Shuta est partie la-bas tête baissée mais n'a pas pu lui sauver la vie. Depuis, la relation du trio a changé et ils ne se côtoient plus. Un an après l'incident, ils reçoivent des messages visuels d'Asumi leur présentant des situations de vie ou de mort dans lesquelles ils doivent décider d'un plan d'action pour éviter le moins de morts possible.

## Personnages
Shuta (Shu) Aoi (蒼生シュウタ, Aoi Shūta)
Voix japonaise : Junya Enoki, voix française : Adrien Larmande,
Ran Akagi (朱城ラン, Akagi Ran)
Voix japonaise : Yūma Uchida (en) , voix française : Jérémy Zylberberg,
Kouki (Ko) Suidō (翠堂コウキ, Suidō Kōki)
Voix japonaise : Kaito Ishikawa, voix française : Taric Mehani,
Asumi Suidō (翠堂アスミ, Suidō Asumi)
Voix japonaise : Manaka Iwami (en), voix française : Valerie Bescht,
Mari Sakuragi (櫻木まり, Sakuragi Mari)
Voix japonaise : Yui Makino, voix française : Marie Nonnenmacher,
Kinako (きなこ, Kinako)
Voix japonaise : Nanami Tomaru, voix française : Clotilde Verry,
Sakiko Tsuzuragawa (黒葛川早紀子, Tsuzuragawa Sakiko)
Voix japonaise : Hitomi Nabatame (en), voix française : Marion Billy,
Gori Suidō (翠堂豪理, Suidō Gori)
Voix japonaise : Taiten Kusunoki (en), voix française : Frédéric Souterelle,
Mūro (ムゥロ, Muro)
Voix japonaise : Misaki Watada (ja)
Kanae Suidō (翠堂香苗, Suidō Kanae)
Voix japonaise : Sayaka Ohara, voix française : Pascale Chemin,
Kudo (Kunai) Naito (クナイ, Kunaï)
Voix japonaise : Soma Saito, voix française : Thomas Debaene,
Yamamori (ヤマモリ, Yamamori)
Voix japonaise : Atsushi Imaruoka (en)
Lucky (ラッキー, Rakkī))
Voix japonaise : Eri Kitamura, voix française : Agathe Morthelecq,
Hiroki (Kaba) Shirakaba (白樺広樹, Shirakaba Hiroki))
Voix japonaise : Yōji Ueda (en), voix française : Fred Colas,
Kozue Shirakaba (白樺梢, Shirakaba Kozue))
Voix japonaise : Rina Hidaka, voix française : Clotilde Verry,
Wataru Tsukushi (筑紫渉, Tsukushi Wataru))
Voix japonaise : Yūichi Nakamura
Kana Shishido (宍戸花奈, Shishido Kana))
Voix japonaise : Yumiri Hanamori (en)
Kaoru Shindō (進藤薫, Shindō Kaoru))
Voix japonaise : Hiroya Egashira (ja), voix française : Saverio Maligno,

## Production et diffusion
Annoncée le 24 octobre 2021, la série est animée par le studio CloverWorks, réalisée par Naokatsu Tsuda et scénarisée par Vio Shimokura. Shuji Sogabe et Kanako Nono s'occupent du design des personnages et Takahiro Kishida l'adapte pour l'animation. Hideyuki Fukasawa (en) compose la musique de la série. La série est diffusée à partir du 6 janvier 2022 avec un épisode pilote d'une heure sur Tokyo MX, jusqu'au 7 avril 2022. La série est diffusée en simulcast sur Wakanim et Crunchyroll dans les pays francophones. La série est doublée en français depuis le 2 février 2022.
Survive Said The Prophet interprète le générique de début intitulé Paper Sky, tandis que Junya Enoki, Yūma Uchida (en)  et Kaito Ishikawa interprètent le générique de fin intitulé 255,255,255,.

## Liste des épisodes
| No | Titre français          | Titre japonais                     | Titre japonais         | Date de 1re diffusion |
| No | Titre français          | Kanji                              | Rōmaji                 | Date de 1re diffusion |
| -- | ----------------------- | ---------------------------------- | ---------------------- | --------------------- |
| 1  | RVB                     | RGB                                | RGB                    | 6 janvier 2022        |
| 2  | Graffiti sépia          | セピア・グラフィティ               | Sepia Gurafiti         | 13 janvier 2022       |
| 3  | Rien n'est éternel      | 朝には紅顔ありて                   | Asa ni wa Kōgan Arite  | 20 janvier 2022       |
| 4  | Le quartier grisâtre    | 鈍色の街                           | Silver City            | 27 janvier 2022       |
| 5  | Ligne rouge             | レッドライン                       | Reddo Rain             | 3 février 2022        |
| 6  | Parmi les vertes fleurs | 翠花の下に                         | Suika no Moto ni       | 10 février 2022       |
| 7  | Golden sunrise          | 黄金サンライズ                     | Kogane Sanraizu        | 24 février 2022       |
| 8  | Brouillard noir         | 黒い霧                             | Kuroi Kiri             | 3 mars 2022           |
| 9  | Sel d'argent            | シルバーソルト                     | Shirubā Soruto         | 10 mars 2022          |
| 10 | Confession d'un masque  | 仮面の告白                         | Kamen no Kokuhaku      | 24 mars 2022          |
| 11 | Synthèse additive       | アディティブ・カラー・ミクスチャー | Aditibu Karā Mikusuchā | 31 mars 2022          |
| 12 | Le printemps du 24e     | 青春24区                           | Seishun Nijūyon-ku     | 7 avril 2022          |

### Annotations
1. ↑  Les titres français de l'adaptation en anime proviennent de Crunchyroll.